# Grebo kyrka
Grebo kyrka ligger i Grebo socken i Åtvidabergs kommun och tillhör Åtvids församling i Linköpings stift och . Kyrkan ligger cirka 10 kilometer nordväst om Åtvidaberg. Intill Grebo kyrka har hittats en av Östergötlands rikaste gravar från yngre romerska järnåldern. Den innehöll bl.a. en stor vapenuppsättning, en guldfingerring och två romerska bronskärl. Graven dateras till tidiga 200-talet (fas C1b). Fynden finns i Statens Historiska Museum under inventarienummer 7788.

## Kyrkobyggnaden
Nuvarande kyrka uppfördes åren 1772 - 1773 och ersatte en medeltida kyrka, som kvarstår som ruin invid den nya. Kyrkan består av ett långhus med rakt avslutat kor i öster och kyrktorn i väster. Norr om koret finns en vidbyggd sakristia. Kyrkorummet är enskeppigt och täcks av ett trätunnvalv.

## Inventarier
- Dopfunten är tillverkad 1686 och fanns i den gamla kyrkan.
- Altaruppsatsen är tillverkad 1773 och har en målning utförd av Johan Stålbom.
- Predikstolen är tillverkad åren 1779-1783 av en målare Wickman.
- Ett triumfkrucifix är från medeltiden.

### Orgel
- 1727 bygger Carl Björling (orgelbyggare), en orgel med 6 stämmor.[1]
- Orgeln är byggd 1785 - 1786 av orgelbyggare Pehr Schiörlin, Linköping. Den hade 11 stämmor och en manual. 1867 fick orgeln självständig pedal av Sven Nordström. Den är idag magasinerad.
- Ett nytt orgelverk tillkom 1926 byggt av Olof Hammarberg i Göteborg. Orgeln är pneumatisk och har automatisk pedalväxling. Fasaden är från 1785 års orgel.

| Huvudverk I         | Svällverk II  | Pedal         | Koppel   |
| Borduna 16’         | Rörflöjt 8’   | Subbas 16’    | I/P      |
| Principal 8’        | Salicional 8’ | Violoncell 8’ | II/P     |
| Flûte harmonique 8’ | Gemshorn 4’   |               | II/I     |
| Gamba 8’            | Nasard 2 2⁄3’ |               | I 4'/I   |
| Oktava 4'           | Waldflöjt 2'  |               | II 16'/I |

## Bildgalleri

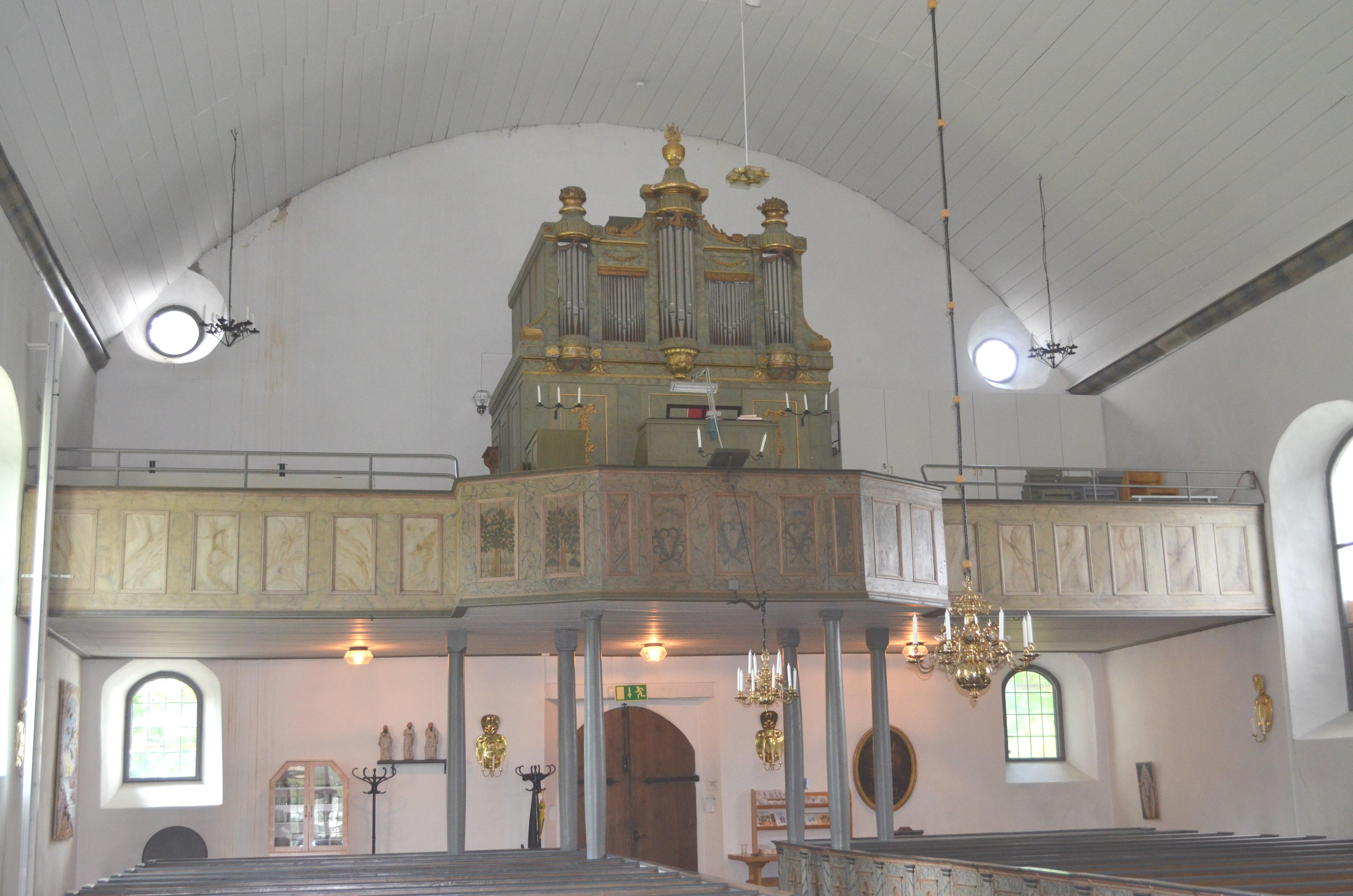
Grebo kyrkas orgelläktare
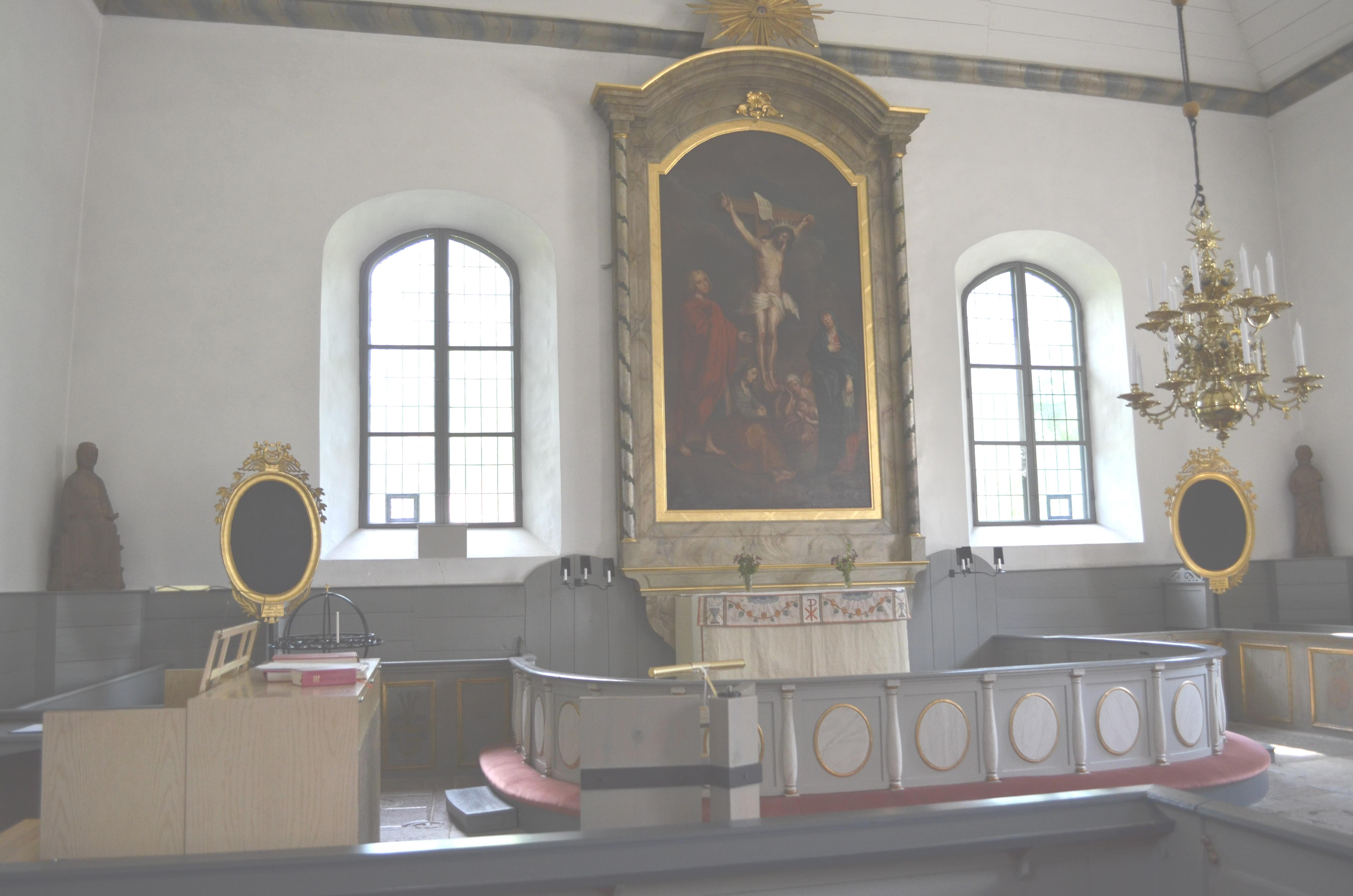
Grebo kyrkas altare
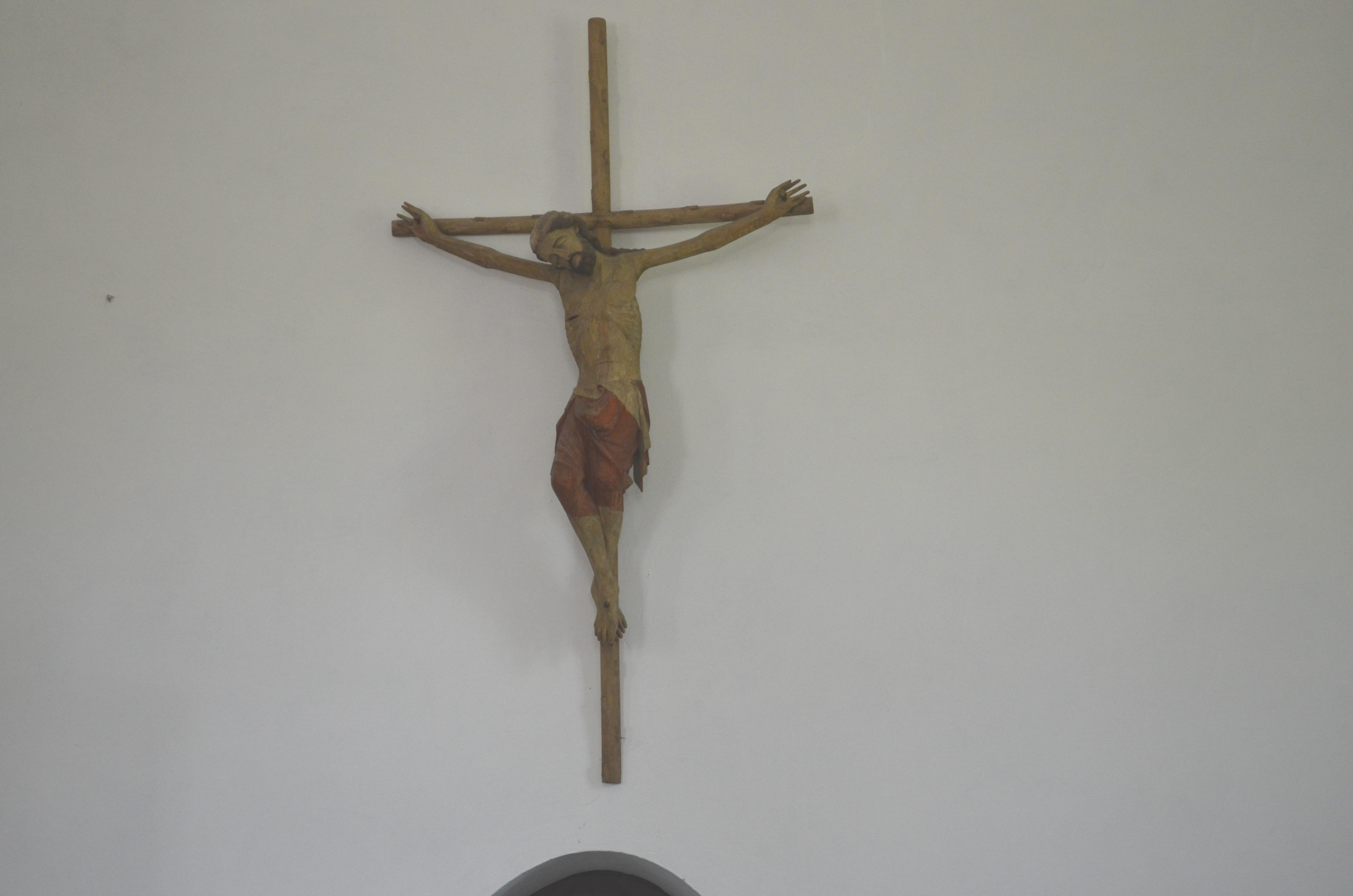
Grebo kyrkas krucifix
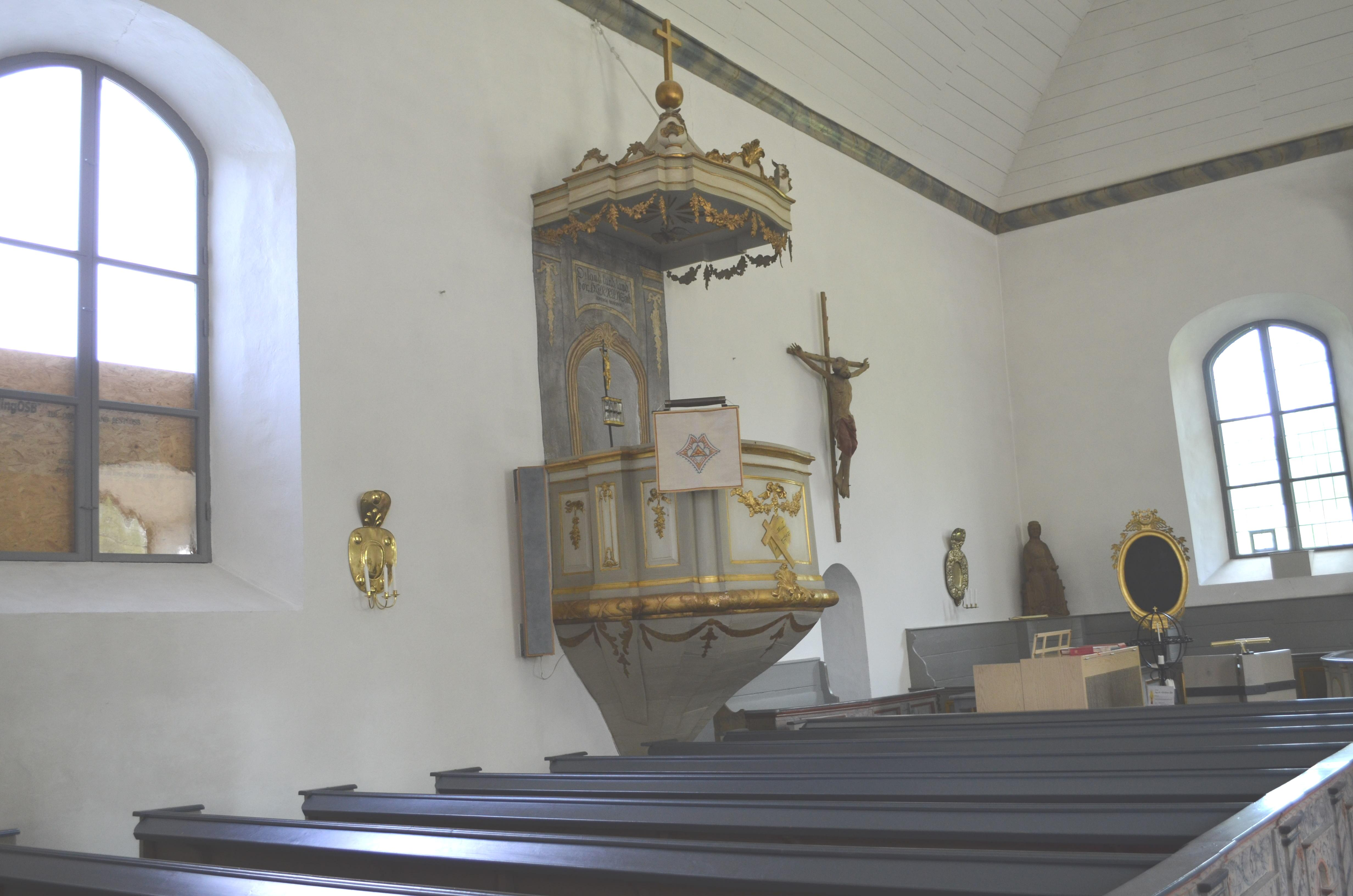
Grebo kyrkas predikstol